# Silmi-mossi
Les Silmi-mossi ou encore Silmimoosé, Silmi-moosé, sont un peuple du Burkina Faso issu du métissage entre Mossi et Peul. Ils sont historiquement basés dans le Yatenga au nord et s'expriment en langue Moré. Ils sont rattachés aux Mossi avec qui ils partagent la même culture et constitue un clan mossi.
La zone nord de la province se caractérise par une implantation fulbé ancienne (XVIIIe siècle) : chefferie fulbé de Banh. Dans cette région, de nombreux villages sous commandement mossi comptent un quartier fulbé, silmimoosé (métis fulbé-mossi)
Les Sankara sont issus d'une lignée Peul-Mossis appelée aussi les Silmimoosé. Peuls et Mossis représentent aujourd'hui les groupes culturels les plus importants au Burkina Faso, respectivement 10 et 52%, et les plus mobiles. Les Peuls étant éleveurs et les Mossis agriculteurs, leur rencontre se fit naturellement. «Les Silmiisi rencontrèrent sur le territoire Moogo au XVème siècle les Moosé. Les itinéraires de leur fortune se sont parfois croisés sur le même territoire en tant qu 'habitants, à travers des champs de bataille comme alliés de campagne d'un moment, ou comme ennemis en d'autres circonstances. En tout état de cause, les besoins des hommes à travers des impératifs de la politique, de l'économie et de la nature ont taillé les espaces aux agriculteurs et les sentiers aux éleveurs. Sur ce sol labouré par les outils des paysans et creusé par les sabots des chevaux et des bœufs, les Moosé et les Silmiisi ont tissé des relations, noué des alliances, versé et partagé leur sang. Les Silmimoosé alors sont nés, fils de l'histoire, du besoin d'échanger entre lignages et sociétés. La rencontre entre agriculteurs et éleveurs a donné naissance à des agriculteurs-éleveurs.

## Origine
Les Silmi-Mossi sont une race mixte très intéressante qui se trouve dans les cercles de Ouahigouya et de Ouagadougou. Les races mixtes ne sont pas rares en Afrique occidentale: les Toucouleurs du Fouta-Toro, les Foulahs du Fouta-Djallon, les Ouassoulonkés, les Foulankés, les Khassonkés, sont des races mixtes composées de-Peuls, et de nègres, de Peuls et de Sérères (ou de Ouolofs) pour les Toucouleurs, de Peuls et de Mandés (principalement Malinkés) pour les autres races.
Mais on remarquera que toutes ces races mixtes se trouvent à l'ouest de la Boucle du Niger. Dans la boucle du Niger même, où sont les races voltaïques, il y a eu peu de mélange de Peuls avec les autres ethnies. Les Silmi-Mossi, mélange de Peuls et de Mossis, sont la seule race mixte que l'on connaisse de ce côté et encore sont-ils fort peu nombreux et peu connus. Le mot Silmi-Mossi veut dire «Peul-Mossi» en langage mossi, de Silmiiga (au pl. Silmiisi) qui veut dire peul, foulbé; et de Moaaga (au pl. Moosé) qui désigne naturellement les Mossi.On devrait donc dire exactement un Silmi-moaaga au singulier, des Silmisi-Moosé au pluriel, mais, par abréviation, les Mossis disent un Silmi-moaaga, des Silmi-Mossi.
La Monographie de 1904 dit au sujet de leur origine: «A côté, des Foulbés nous devons aussi placer les Silmi-moose sont venus dans le Yatenga il ya 70 ans et qui proviennent du croisement d'un Peuhl avec une Mossi..>y a environ 150 ans [donc en 1753] un Fittob de 'Bahn,' de la famille du chef actuel Demba Sidiki, voulut se fixer dans la région de Téma,aujourd'hui cercle de Ouagadougou. Sa femme étant morte sans laisser d'enfants, ce Peuhl obtint avec quelques bœufs une femme mossi, fille du chef de Téma, de qui il eut plusieurs enfants formant ainsi la souche des Silmi-Mossis»
De son côté, Vadier dit : « Vers 1780, sous le règne du chef peul fittobé Hamat Diam, habitant Bahn, un Peuhl nommé Pabé quitta seul la région de Bahn pour fairepaître son troupeau dans la région de Téma (cercle de Ouagadougou). Il se maria avec la fille du chef de cette province qui était de race mossi (cette femme se nommait Siboudou) et avec une femme peuhl de Ouagadougou. Pabé s'installa à Téma, n'eut aucun enfant de sa femme peuhl' mais sa femme mossi lui donna cinq fils et une fille. Les fils s'appelaient Mali, Koumbasé, Garba, Faéné, Sambo, la fille Sadia.La fille se maria avec un Mossi de Gourki, au nord de Téma, mais n'eut aucune progéniture. Pabé et ses fils revinrent à Kalsaka (Yatenga),à 60 kilomètres au sud-est de Ouahigouya où ils firent à la fois de l'élevage et des cultures. Pabé laissant ses enfants à Kalsaka vint mourirà Bane.
Garba et ses frères, craignant de ne pouvoir être reçus par la famille de leur père et ayant dans les veines du sang mossi, restèrent à Kalsaka où ils se marièrent avec des femmes mossi.Les descendants s'unirent par la suite avec des Mossis, mais jamais avec des Peuls. Devenant nombreux, les Silmi-Mossis durent quitter en partie Kalsaka. Les uns s'installèrent à Béma, Bérenga, Rima, Tougo, Lébenga, puis s'étendirent sur le cercle de Ouagadougou à Téma, Yako, etc. »En définitive, les Silmi-Mossi sont issus d'un mélange de Peuls (Peuls Fittobés) et de Mossis. Le type physiologique est plutôt mossi que peuhl et dans ce mélange les Mossis semblent l'emporter. Leur culture est similaire à celle moaaga, et la chefferie typique aux Moose. Ils parlent le mooré comme les Moose.

## Répartition Géographique
Les Silmi-Mossi occupent dans le Yatenga le bassin de la partie sud de la Volta Blanche, depuis Tougouya environ jusqu'à Bérenga. Arrivés là, au point de jonction du marigot de Todiam et du marigot de Niességa qui forment réunis la Volta Blanche telle qu'on la trouve dans le cercle de Ouagadougou, ils suivent, au nord, la vallée du marigot de Niességa depuis Rodoma et Béma à l'est jusqu'à Tarba et Kountighé à l'ouest. Ce sont là les Silmi-Mossi des régions de Tougouya, Koukabako, Kalsaka, Rodoma, Tongo et Goursi.

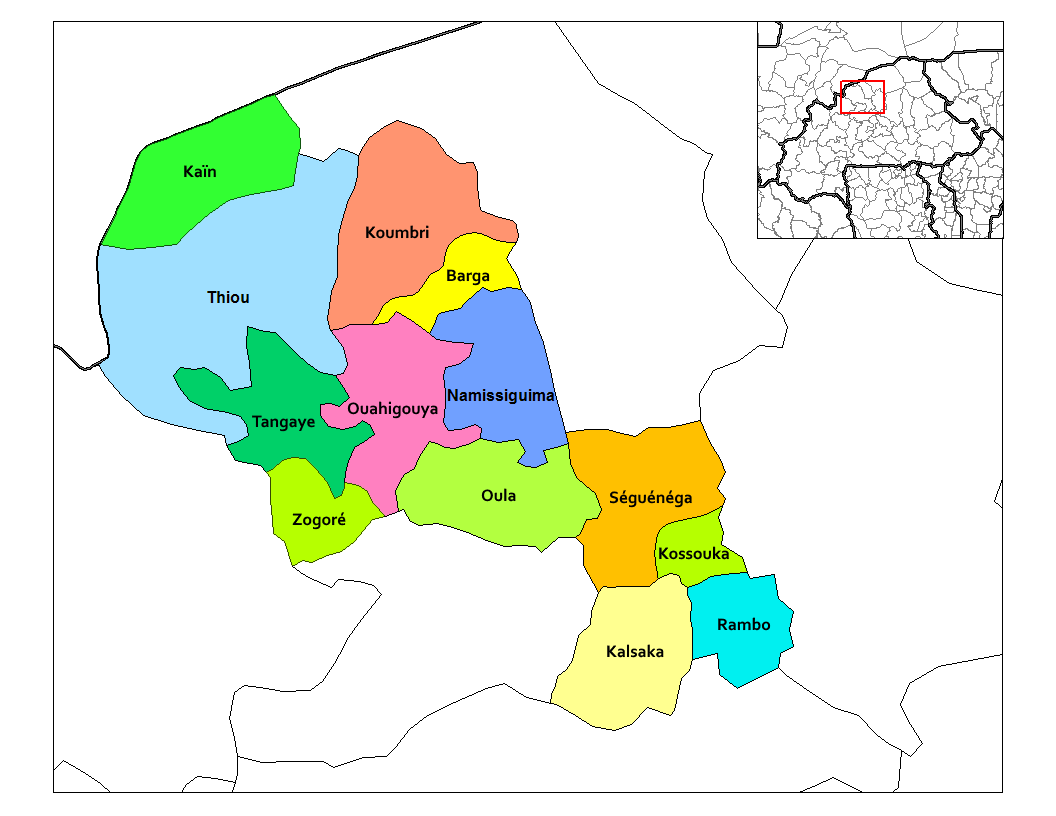
Département du Yatenga, origine de Silmimossé

De plus quelques Silmi-Mossis se sont établis plus au nord, dans le thalweg du marigot de Todiam, parmi les Foulbés Torombés depuis Bassanga jusqu'à Titao et d'autres mêmes ont poussé dans le nord du cercle jusqu'à Koùmbané, Damdollé et Pogoro.
En définitive, les Silmi-Mossi sont surtout établis dans le sud-est du Yatenga, sans avoir pénétré pourtant dans les grands cantons de l'extrême sud-est (le Koussouka, le Zitenga et le Riziam).
Ils forment 45 villages (ou quartiers de village, car ils sont souvent établis dans un village mossi où ils forment un quartier à part). Comme ils sont 5.627 exactement (d'après mon recensement de mars 1915)., cela fait 125 personnes par village (ou quartier) en moyenne. On voit donc que les Silmi-Mossi forment de petits établissements, tendance qui se trouve encore plus caractérisée et plus accentuée chez les Peuls purs.

## Culture
Les Silmi-Mossis du Yatenga font de la culture et de l'élevage avant tout. Leurs noms de famille sont généralement Sankara, Zida, Sinaré, Bandé, Kaboré, Naré, Sodré, Kalmogo, Dipama, Pitroipa, Diandé...

## Personnalités
- Thomas Sankara
- Bénéwendé Stanislas Sankara
- Odile Sankara
- Hassan Bandé